# Ayinde Ubaka
Ayinde Ubaka (* 9. Februar 1985 in Oakland, Kalifornien) ist ein US-amerikanischer Basketballspieler.
Der 1,93 m große und 90 kg schwere Point Guard spielte in den USA für die University of California, wo er in der Saison 2006/07 auf durchschnittlich 13,9 Punkte und 4,3 Assists pro Spiel kam. Im Sommer 2007 wechselte der US-Amerikaner mit nigerianischen Vorfahren nach Polen zu Czarni Słupsk und anschließend im November des gleichen Jahres in die Basketball-Bundesliga zu den Skyliners Frankfurt. Bereits zwei Monate später verließ er die Hessen wieder und schloss sich dem belgischen Erstligisten Antwerp Giants an.

## Stationen
- bis 2007 University of California (USA)
- 2007–2007 Czarni Słupsk (Polen)
- 2007–2008 Skyliners Frankfurt
- seit 01/2008 Antwerp Giants
- seit 02/2009 Newyorker Phantoms Braunschweig